# Hiszpania na Letnich Igrzyskach Olimpijskich 1964
Hiszpania na Letnich Igrzyskach Olimpijskich 1964 reprezentowało 51 zawodników. Był to dziesiąty start reprezentacji Hiszpanii na letnich igrzyskach olimpijskich. Sportowcy Hiszpanii nie zdobyli żadnego medalu.
Najmłodszym reprezentantem Hiszpanii na tych igrzyskach była 16-letnia pływaczka – María Ballesté, zaś najstarszym 44-letni jeździec – Paco Goyoaga.

## Skład reprezentacji

### Boks
- Domingo Barrera – Waga lekka (60 kg) – 5. miejsce
- Valentín Loren – Waga piórkowa (57 kg) – 17. miejsce
- Agustín Senin – Waga kogucia (54 kg) – 17. miejsce
- Miguel Velásquez – Waga lekkopółśrednia (63,5 kg) – 17. miejsce

### Hokej na trawie
- Francisco Amat, Jaime Amat, Pedro Amat, Juan Ángel Calzado, José Colomer, Carlos del Coso, José Antonio Dinarés, Eduardo Dualde, Jaime Echevarría, Ignacio Macaya, Julio Solaun, Luis María Usoz, Narciso Ventalló, Jorge Vidal – Hokej na trawie mężczyzn – 4. miejsce

### Jeździectwo
- Paco Goyoaga – Skoki przez przeszkody - indywidualnie – 18. miejsce
- Enrique Martínez – Skoki przez przeszkody - indywidualnie – 25. miejsce
- Antonio Queipo – Skoki przez przeszkody - indywidualnie – 26. miejsce
- Paco Goyoaga, Enrique Martínez, Antonio Queipo – Skoki przez przeszkody - drużynowo – 8. miejsce

### Kolarstwo
- Mariano Díaz – Wyścig indywidualny ze startu wspólnego – 32. miejsce
- José Manuel Lasa – Wyścig indywidualny ze startu wspólnego – 23. miejsce
- José Manuel López – Wyścig indywidualny ze startu wspólnego – 5. miejsce
- Jorge Mariné – Wyścig indywidualny ze startu wspólnego – 34. miejsce
- Mariano Díaz, José Goyeneche, José Manuel López, Luis Santamarina – Drużynowa jazda na czas – 8. miejsce

### Lekkoatletyka
- Fernando Aguilar – 5000 m mężczyzn – 12. miejsce w kwalifikacjach, 10 000 m mężczyzn – Nie ukończył
- Luis Felipe Areta – skok w dal mężczyzn – 6. miejsce, trójskok mężczyzn – 20. miejsce
- Francisco Aritmendi – 5000 m mężczyzn – 4. miejsce w kwalifikacjach
- Luis María Garriga – skok w wzwyż mężczyzn – 21. miejsce
- Rogelio Rivas – 100 m mężczyzn – 8. miejsce w kwalifikacjach
- Ignacio Sola – skok o tyczce mężczyzn – 15. miejsce

### Pływanie
- María Ballesté – 100 m stylem motylkowym kobiet – 5. miejsce w kwalifikacjach
- Jesús Cabrera – 200 m stylem grzbietowym mężczyzn – 4. miejsce w kwalifikacjach
- Isabel Castañe – 200 m stylem klasycznym kobiet – 5. miejsce w kwalifikacjach, 400 m stylem zmiennym kobiet – 5. miejsce w kwalifikacjach
- José Miguel Espinosa – 100 m stylem dowolnym mężczyzn – 5. miejsce w kwalifikacjach
- Juan Fortuny – 400 m stylem zmiennym mężczyzn – 5. miejsce w kwalifikacjach
- Nazario Padrón – 200 m stylem klasycznym mężczyzn – 5. miejsce w kwalifikacjach
- Antonio Pérez – 100 m stylem dowolnym mężczyzn – 6. miejsce w kwalifikacjach
- Joaquín Pujol – 200 m stylem motylkowym mężczyzn – 7. miejsce w kwalifikacjach
- Rita Pulido – 100 m stylem dowolnym kobiet – 7. miejsce w kwalifikacjach, 400 m stylem dowolnym kobiet – 6. miejsce w kwalifikacjach
- Miguel Torres – 1500 m stylem dowolnym mężczyzn – 4. miejsce w kwalifikacjach
- Jesús Cabrera, José Miguel Espinosa, Nazario Padrón, Joaquín Pujol – sztafeta 4 × 100 m stylem zmiennym mężczyzn – 7. miejsce w kwalifikacjach
- Antonio Codina, Juan Fortuny, Antonio Pérez, Miguel Torres – sztafeta 4 × 200 m stylem dowolnym mężczyzn – 8. miejsce w kwalifikacjach

### Strzelectwo
- José Luis Alonso Berbegal – Trap – 31. miejsce
- Jaime Bladas – Trap – 25. miejsce
- Juan García – Pistolet 50 m – 12. miejsce
- Pedro Medina – Karabin małokalibrowy leżąc 50 m – 62. miejsce
- Juan Thomas – Pistolet szybkostrzelny 25 m – 33. miejsce

### Zapasy
- José Panizo – Styl klasyczny - Waga półciężka – Nie zajął żadnego miejsca

### Żeglarstwo
- Juan Olabarri – Finn – 27. miejsce